# Harakiri (musikalbum)
Harakiri är System of a Down-sångaren Serj Tankians tredje studioalbum. Albumet torgfördes den 3 april 2012 på Tankians hemsida och den första singeln, "Figure It Out", släpptes den 1 maj samma år. Albumet gick att förbeställa från och med den 1 maj 2012 och då gick det även att förbeställa en limiterad utgåva av albumet, vilken innehöll en 18- gånger 24-tums litografaffisch skapad av gatukonstnären cantstopgoodboy, två bonuslåtar och möjligheten att ladda ned singeln "Figure It Out". En video där Tankian lyssnar på "Ching Chime" laddades upp på Youtube den 13 juli 2011 under namnet Serj Tankian - a^~ej09syt!12!kf giu!@%yas1R6.
Tankian har sagt att låtarna på detta album gick väldigt snabbt att skriva jämfört med hans tidigare album. De flesta av låtarna till Harakiri skrevs under 2011, även om idéerna för ett nytt album dök upp i Tankians huvud under sent 2010, och till tre av låtarna använde Tankian sin Ipad för att underlätta skrivandet. Han har även sagt att albumet har en "hotande" känsla och att ett av ämnena som inspirerade honom att skriva låten "Harakiri" hade att göra med vad han kallar för "massjälvmord av djur" som ägde rum i början av 2011. Tankian nämnde bland annat att runt 25 000 koltrastar dog i Arkansas, 500 000 krabbor dog i Maryland och 100 000 sardiner sköljdes upp på land i södra Kalifornien. Tankian kallade 2011 för ett "kaotiskt år" och han har sagt att detta lyser igenom på albumet. Tankian har beskrivit Harakiri som "ett mycket mer drivande och punkorienterat album med influenser från goth till elektronisk musik till 1980-tals känslor, dynamisk hårdrock till episkt melodiösa låtar". Tankian har även sagt att albumet låter analogt och att Harakiri enligt honom är det soloalbum han gett ut som låter bäst rent musikaliskt. Tankian spelar själv de flesta instrumenten på detta album. Två av låtarna på albumet, "Weave On" och "Tyrant's Gratitude", hade tidigare släppts till Tankians rockmusikal Prometheus Bound.
Drygt en månad efter att singeln "Figure It Out" hade släppts lanserade Tankian sin andra singel: "Cornucopia". Det gick att ladda ned singeln gratis från och med den 4 juni 2012 och en textvideo släpptes till låten den 6 juni samma år. Den 21 juni 2012 gjorde även Tankian låten "Harakiri" tillgänglig på internet. Tankian släppte dagen efter ett medley med alla låtar från Harakiri och det meddelades även denna dag att albumets releaseparty kommer att hållas i Warner Bros. Records Boutique Store i Burbank, Kalifornien den 9 juli 2012. Dock gick albumet att lyssna på redan den 2 juli samma år via Red Bulls amerikanska hemsida. Den 16 januari 2013 startade en videotävling på Machinima i vilken man skulle använda sig av Tankians låt "Ching Chime".

## Låtlista
Alla låtar är skrivna och komponerade av Serj Tankian, om inte annat anges. 
| Nr  | Titel                        | Kompositör            | Längd |
| --- | ---------------------------- | --------------------- | ----- |
| 1.  | Cornucopia                   |                       | 4:28  |
| 2.  | Figure It Out                |                       | 2:52  |
| 3.  | Ching Chime                  |                       | 4:05  |
| 4.  | Butterfly                    |                       | 4:10  |
| 5.  | Harakiri                     |                       | 4:19  |
| 6.  | Occupied Tears               |                       | 4:22  |
| 7.  | Deafening Silence (med Ange) |                       | 4:16  |
| 8.  | Forget Me Knot               |                       | 4:26  |
| 9.  | Reality TV                   |                       | 4:09  |
| 10. | Uneducated Democracy         |                       | 3:59  |
| 11. | Weave On                     | Tankian, Steven Sater | 4:07  |

| 12. | Revolver           |                | 2:31 |
| 13. | Tyrant's Gratitude | Tankian, Sater | 2:38 |